# Jo Dusseldorp
Cornelis Gerardus Josephus (Jo) Dusseldorp (Heerlen, 16 augustus 1928 – Maastricht, 28 december 2006) was een Nederlands pianist en dirigent.
Hij was zoon van Anna Maria Müller en Carolus Wilhelmus Josephus Dusseldorp. Hijzelf was getrouwd met Anna Pauline Marie Ubaghs.
Dusseldorp was al van jongs af aan bezig met muziek. Toen hij vijftien was begonnen zijn lessen op piano en orgel aan het Conservatorium van Amsterdam en in 1950 verkreeg hij onder Willem Smalt en Johan van den Boogert een prix d’excellence, leden van de jury waren Eduard van Beinum, Willem van Otterloo en Coenraad Lodewijk Walther Boer. Ook won hij in dat jaar de jubileumprijs van de Maatschappij tot Bevordering der Toonkunst afdeling Amsterdam. Al tijdens die opleiding was hij op de podia te vinden voor recitals en als solist in concerten. Studies gingen verder bij Anthon van der Horst en Cornelius Berkhout. Hijzelf zou jarenlang naast Jean Franssen en Jean Antonietti pianoles geven aan het Conservatorium van Maastricht en voorganger Stedelijke Muziekschool Maastricht. Hij leidde tal van Limburgse musici op, waaronder Tonie Ehlen en Joop Celis.
In 1953 was hij met Harry Biessen en Willy Paulissen oprichter van het Mijnstreek-Kamer-Orkest, maar soleerde even goed door met het Limburgs Symfonie Orkest.
Op 1 november 1959 kon hij aan de slag bij het in ontwikkeling zijnde Kerkraads Symfonie Orkest (opgericht in 1955; in seizoen 2024-2025 bestaand), een (amateur)symfonieorkest dat plaatselijk in hoog aanzien stond (en staat). Eind jaren zestig was hij een van de dirigenten van de Zuid Nederlandse Opera, maar dat zou in 1971 failliet gaan. Dusseldorp zou tot in de jaren tachtig bleven spelen, voornamelijk in Heerlen en omgeving. Lesgeven bleef hij langer doen, maar vanaf de jaren negentig verdween hij totaal uit beeld.  